# ريلا فوكوشيما
ريلا فوكوشيما (باليابانية: 福島 リラ) هي عارضة وعارضة أزياء وممثلة يابانية، ولدت في 16 يناير 1989 في اليابان.

## أعمال

### أفلام
- (2009) 12 جولة[4]
- (2010) الغضب
- (2010) رحلات غاليفر[5][6][7]
- (2013) الوولفيرين[8][9][10]
- (2014) 3 أيام للقتل[11][12][13]

## وصلات خارجية
- ريلا فوكوشيما على موقع IMDb (الإنجليزية)
- ريلا فوكوشيما على موقع روتن توميتوز (الإنجليزية)
- ريلا فوكوشيما على موقع ألو سيني (الفرنسية)
- ريلا فوكوشيما على موقع أول موفي (الإنجليزية)
- ريلا فوكوشيما على موقع قاعدة بيانات الفيلم (الإنجليزية)
- ريلا فوكوشيما على موقع دليل عارضات الأزياء (الإنجليزية)